# Arié Dzierlatka
Arié Dzierlatka (* 1933 in Antwerpen, Belgien; † 27. Januar 2015) war ein belgischer Komponist.

## Biografie
Arié Dzierlatka war polnischer Abstammung. Er studierte in Genf und Paris, darunter bei Tony Aubin, Musik. Ab Anfang der 1970er Jahre war er vermehrt als Komponist für Filmmusiken tätig, wobei er untere anderem häufiger mit dem Autorenfilmer Alain Tanner arbeitete und unter anderem die Musik für dessen Filme Messidor, Lichtjahre entfernt und Das Geistertal komponierte.
Parallel dazu arbeitete der in Genf lebende Dzierlatka auch als Karikaturist und Illustrator, wobei er sich für die Zeichnungen von Werken wie Les Aventures du petit Noé und Fantômas, L'Évadée de Saint Lazare verantwortlich zeigte.

## Filmografie (Auswahl)
- 1972: Die Liebe am Nachmittag (L’Amour l’après-midi)
- 1975: Ganz so schlimm ist er auch nicht (Pas si méchant que ça)
- 1977: Rollenspiele (Repérages)
- 1978: Rumeur
- 1979: Der Landvogt von Greifensee
- 1978: Flucht ins Exil (Les Chemins de l’exil ou Les dernières années de Jean-Jacques Rousseau)
- 1979: Messidor
- 1980: Mein Onkel aus Amerika (Mon oncle d’Amérique)
- 1981: Die Verweigerung (La Provinciale)
- 1981: Lichtjahre entfernt (Les Années lumière)
- 1982: Hallo, nehmen Sie mich mit? (A contratiempo)
- 1983: Tod des Mario Ricci (La Mort de Mario Ricci)
- 1987: Das Geistertal (La Vallée fantôme)
- 1991: Der Mann, der seinen Schatten verlor (L’Homme qui a perdu son ombre)
- 1992: Das gestohlene Tagebuch (Le Cahier volé)
- 1993: Das Tagebuch der Lady M. (Le Journal de Lady M)
- 1993: Leben mit (Vivre avec)